# Darrel Ray
Darrel Wayne Ray (né le 24 août 1950) est un psychologue du travail et des organisations qui se concentre sur divers sujets comme la culture organisationnelle en milieu professionnel et la sexualité laïque. Il est également conférencier, podcasteur et militant athée. Il a aidé à fonder l'organisation Recovering from Religion. 

## Vie privée
Ray a été élevé dans un environnement chrétien fondamentaliste à Wichita dans le Kansas, par des parents qui sont finalement devenus missionnaires, et parmi des membres de la famille très impliqués dans la vie de l'église. Cette éducation fondamentaliste informe beaucoup sur les motivations de ses écrits ultérieurs. En 1979, Ray a rejoint l'église Quaker, puis il a fréquenté l'église presbytérienne. De 1969 à 1984, il a donné des cours de religion, a prêché et a été soliste ténor dans plusieurs chorales d'églises. Il a quitté l'église au milieu des années 1980 et s'identifie depuis comme athée. 
Ray est père de deux enfants et également grand-père. Il est également ouvertement polyamoureux.

## Éducation
En 1972, il a obtenu un baccalauréat en sociologie / anthropologie à la Friends University de Wichita, et, en 1974, il a obtenu une maîtrise en Church and Community (église et communauté) au Scarritt College for Christian Workers à Nashville dans le Tennessee. En 1978, il a terminé un programme de doctorat en psychologie au Peabody College de l'Université Vanderbilt, où il a obtenu son doctorat en sciences de l'éducation.

## Travail professionnel
Darrel Ray était très impliqué dans la culture organisationnelle du monde du travail, et dans le domaine de la psychologie clinique. Il est l'auteur de deux livres sur l'esprit d'équipe et a été directeur de l'Institut pour la culture de la performance. Il a également fondé Teaming Up, un programme de coaching organisationnel et de renforcement d'équipe. Darrel Ray a co-écrit 2 livres avec Howard Bronstein, qui décrivent comment créer et gérer des équipes autogérées. 
En 2009, il a aidé à fonder l'organisation Recovering from religion, un groupe d'entraide international pour ceux qui quittent leur endoctrinement religieux. Il est actuellement impliqué dans cette association en tant que directeur du conseil d'administration, et dans le cadre d'un programme appelé The Secular Therapy Project, qui vise à aider les patients à trouver une thérapie sur des bases laïques et scientifiques. 
Ray est également l'auteur de livres sur la laïcité et l'athéisme, tels que The God Virus: How Religion Affects Our Lives and Culture et Sex and God: How Religion Distors Sexuality. Les livres de Ray sur la laïcité et la religion explorent comment la religion interagit avec les êtres humains au niveau personnel et culturel. Ray explore comment les institutions et les idées religieuses peuvent être utilisées pour contrôler les pensées et les comportements humains, en particulier les comportements sexuels. Il accorde une attention particulière à replacer la sexualité et les différentes religions dans leur contexte culturel et historique. Il considère que de nombreuses impulsions, sentiments et comportements sexuels humains sont normaux et peuvent être souhaitables. Les livres de Ray ont influencé d'autres athées, où son interprétation psychologique du concept de Richard Dawkins de la religion comme virus a influencé le mouvement athée et laïque en Amérique. 
Le 30 août 2014, Ray a lancé un podcast sur la sexualité humaine et l'athéisme appelé Sexualité laïque, auquel il participe directement. 
Il est également apparu comme un expert psychologique laïc à la télévision, notamment dans l'émission ABC News, Nightline, où en 2011, il s'est prononcé contre les exorcismes, et a adopté un point de vue scientifique sur les maladies psychologiques qui pourraient ressembler à la possession démoniaque.

### Recherche
En juin 1982, Darrel Ray et plusieurs autres auteurs ont publié un document décrivant une étude réalisée sur des jeunes délinquants de sexe masculin dans un établissement correctionnel pour mineurs. Darrel Ray et le groupe ont étudié si la densité de population avait des effets sur les participants. 
En mai 2011, Darrel Ray et Amanda Brown (une étudiante de premier cycle à l'Université du Kansas qui étudie le sexe et la sexualité) ont publié les résultats d'une enquête en ligne auprès de plus de 14 500 laïcs américains, intitulée « Sex and Secularism: What Happens When You Leave Religion? », concluant que le rapport au sexe s'améliore considérablement après avoir quitté la religion, et, d'autre part, que les personnes religieuses présentent des comportements sexuels similaires à ceux des non-religieux, mais éprouvent une culpabilité nettement accrue. L'étude a été critiquée pour souffrir d'un biais d'autosélection, du fait de son recrutement des participants via le blog scientifique Pharyngula.

### Livres
- Teaming Up: Making the Transition to a Self-directed, Team-based Organization (IPC Press 1995.  (ISBN 978-0-07-051646-5) Relié.)
- The Performance Culture: Maximizing the Power of Teams (IPC Press, mai 2001.  (ISBN 978-0-9709505-0-5) Broché.)
- The God Virus: How Religion Affects Our Lives and Culture (IPC Press, décembre 2009.  (ISBN 978-0-9709505-1-2) Broché.)
- The God Virus: How Religion Affects Our Lives and Culture (Dogma Debate, LLC, novembre 2012. ASIN B00A8D0D9W. Livre audio.)
- Sex and God: How Religion Distors Sexuality (IPC Press, janvier 2012.  (ISBN 978-0-9709505-4-3) Broché.)
- Sex and God: How Religion Distorts Sexuality (Dogma Debate, LLC, février 2013. Livre audio ASIN B00BCCW6PC.)

### Journaux
Ray a écrit pour un certain nombre de revues, dont The Humanist, une publication de l'American Humanist Association.

### Podcast
Le podcast du Dr Darrel Ray, La sexualité laïque aborde la sexualité humaine du point de vue d'un athée ou d'un libre-penseur. Il est produit par Secular Media Group, LLC, une société athée de médias et d'édition. 
- Sexualité laïque avec le Dr Darrel Ray (2014)